# Squatina legnota
Squatina legnota  is een vis uit de familie van zee-engelen (Squatinidae) en behoort tot de superorde van de haaien. Deze haai is pas in 2008 als aparte soort beschreven en heeft (nog) geen Nederlandse naam. Er zijn maar een paar exemplaren die werden gevangen bij langelijnvisserij op de helling van het continentaal plat bij Java, Bali en Lombok. De beschreven exemplaren waren 47.1 cm (1 vrouwtje) en 125–134 cm (drie volwassen mannetjes). Verder is er weinig bekend over deze soort.

## Voetnoten
1. 1 2  (en) Squatina legnota op de IUCN Red List of Threatened Species.
2. ↑  Valenti, S.V. & White, W. 2008. Squatina legnota. In: IUCN 2009. IUCN Red List of Threatened Species. Version 2009.2. <www.iucnredlist.org>. Downloaded on 28 February 2010.